# Olympische Sommerspiele 2004/Kanu – Einer-Kajak 500 m (Männer)
Die Wettkämpfe im Einer-Kajak über 500 Meter bei den Olympischen Sommerspielen 2004 wurden vom 24. bis zum 28. August 2004 auf der Strecke im Schinias Olympic Rowing and Canoeing Centre ausgetragen.

## Ergebnisse

### Vorläufe
Bei den vier Vorläufen am 24. August nahmen 28 Athleten teil, die für die drei Halbfinalläufe 27 Teilnehmer ausfuhren, die dann dort auf den jeweils 9 Bahnen drei Rennen mit 9 Athleten fahren sollten.
Einzig Steven Ferguson aus Neuseeland schied in dieser Runde aus.

#### Vorlauf 1
| Rang | Athleten             | Nation     | Zeit         |
| ---- | -------------------- | ---------- | ------------ |
| 1    | Eirik Verås Larsen   | Norwegen   | 1:36,905 min |
| 2    | Nathan Baggaley      | Australien | 1:37,997 min |
| 3    | Babak Amir-Tahmasseb | Frankreich | 1:39,401 min |
| 4    | Michael Kolganov     | Israel     | 1:39,745 min |
| 5    | Kimmo Latvamäki      | Finnland   | 1:40,645 min |
| 6    | Anders Gustafsson    | Schweden   | 1:40,689 min |
| 7    | Andrei Schkiotow     | Russland   | 1:40,809 min |

#### Vorlauf 2
| Rang | Athleten       | Nation         | Zeit         |
| ---- | -------------- | -------------- | ------------ |
| 1    | Ian Wynne      | Großbritannien | 1:37,341 min |
| 2    | Ákos Vereckei  | Ungarn         | 1:37,589 min |
| 3    | Petar Merkow   | Bulgarien      | 1:38,725 min |
| 4    | Andrea Facchin | Italien        | 1:40,025 min |
| 5    | Carlos Pérez   | Spanien        | 1:40,149 min |
| 6    | Anton Rjachow  | Usbekistan     | 1:42,253 min |
| 7    | Liu Haitao     | China          | 1:43,337 min |

#### Vorlauf 3
| Rang | Athleten           | Nation      | Zeit         |
| ---- | ------------------ | ----------- | ------------ |
| 1    | Adam van Koeverden | Kanada      | 1:37,591 min |
| 2    | Javier Correa      | Argentinien | 1:38,675 min |
| 3    | Lutz Altepost      | Deutschland | 1:38,859 min |
| 4    | Emanuel Silva      | Portugal    | 1:40,067 min |
| 5    | Sebastián Cuattrin | Brasilien   | 1:40,999 min |
| 6    | Martin Chorváth    | Slowakei    | 1:42,383 min |
| 7    | Simon Faeh         | Schweiz     | 1:42,415 min |

#### Vorlauf 4
| Rang | Athleten             | Nation             | Zeit         |
| ---- | -------------------- | ------------------ | ------------ |
| 1    | Alan van Coller      | Südafrika          | 1:40,089 min |
| 2    | Rami Zur             | Vereinigte Staaten | 1:40,349 min |
| 3    | Alvydas Duonėla      | Litauen            | 1:40,365 min |
| 4    | Paweł Baumann        | Polen              | 1:42,581 min |
| 5    | Apostolos Papandreou | Griechenland       | 1:44,217 min |
| 6    | Tony Lespoir         | Seychellen         | 2:02,669 min |
| 7    | Steven Ferguson      | Neuseeland         | 2:06,937 min |

### Halbfinals
Die jeweils drei schnellsten Athleten der Halbfinals erreichten den Endlauf.
Halbfinale 1
| Rang | Athleten           | Nation      | Zeit         |
| ---- | ------------------ | ----------- | ------------ |
| 1    | Eirik Verås Larsen | Norwegen    | 1:38,361 min |
| 2    | Ákos Vereckei      | Ungarn      | 1:38,737 min |
| 3    | Javier Correa      | Argentinien | 1:39,525 min |
| 4    | Alvydas Duonėla    | Litauen     | 1:40,253 min |
| 5    | Anton Rjachow      | Usbekistan  | 1:40,737 min |
| 6    | Kimmo Latvamäki    | Finnland    | 1:40,753 min |
| 7    | Andrei Schkiotow   | Russland    | 1:40,765 min |
| 8    | Sebastián Cuattrin | Brasilien   | 1:42,213 min |
| 9    | Paweł Baumann      | Polen       | 1:43,125 min |

Halbfinale 2
| Rang | Athleten             | Nation             | Zeit         |
| ---- | -------------------- | ------------------ | ------------ |
| 1    | Ian Wynne            | Großbritannien     | 1:38,911 min |
| 2    | Lutz Altepost        | Deutschland        | 1:39,643 min |
| 3    | Babak Amir-Tahmasseb | Frankreich         | 1:40,467 min |
| 4    | Rami Zur             | Vereinigte Staaten | 1:40,727 min |
| 5    | Simon Faeh           | Schweiz            | 1:41,039 min |
| 6    | Carlos Pérez         | Spanien            | 1:41,335 min |
| 7    | Emanuel Silva        | Portugal           | 1:43,051 min |
| 8    | Michael Kolganov     | Israel             | 1:43,411 min |
| 9    | Tony Lespoir         | Seychellen         | 2:04,975 min |

Halbfinale 3
| Rang | Athleten             | Nation       | Zeit         |
| ---- | -------------------- | ------------ | ------------ |
| 1    | Adam van Koeverden   | Kanada       | 1:38,907 min |
| 2    | Nathan Baggaley      | Australien   | 1:39,031 min |
| 3    | Andrea Facchin       | Italien      | 1:40,387 min |
| 4    | Alan van Coller      | Südafrika    | 1:41,131 min |
| 5    | Anders Gustafsson    | Schweden     | 1:41,291 min |
| 6    | Petar Merkow         | Bulgarien    | 1:42,207 min |
| 7    | Martin Chorváth      | Slowakei     | 1:43,095 min |
| 8    | Liu Haitao           | China        | 1:46,179 min |
| 9    | Apostolos Papandreou | Griechenland | 1:46,627 min |

### Finale
| Rang | Athleten             | Nation         | Zeit         |
| ---- | -------------------- | -------------- | ------------ |
| 1    | Adam van Koeverden   | Kanada         | 1:37,919 min |
| 2    | Nathan Baggaley      | Australien     | 1:38,467 min |
| 3    | Ian Wynne            | Großbritannien | 1:38,547 min |
| 4    | Eirik Verås Larsen   | Norwegen       | 1:38,667 min |
| 5    | Ákos Vereckei        | Ungarn         | 1:39,315 min |
| 6    | Lutz Altepost        | Deutschland    | 1:39,647 min |
| 7    | Babak Amir-Tahmasseb | Frankreich     | 1:40,187 min |
| 8    | Javier Correa        | Argentinien    | 1:40,639 min |
| 9    | Andrea Facchin       | Italien        | 1:41,575 min |